# Conceição de Ipanema
Conceição de Ipanema é um município brasileiro no interior do estado de Minas Gerais, Região Sudeste do país. Localiza-se no Vale do Rio Doce e sua população estimada em 2018 era de 4 570 habitantes.

## Etimologia
O topônimo é formado por dois termos. Conceição refere-se a Maria, mãe de Jesus,  e Ipanema,  que na língua tupi significa "rio ruim, rio sem peixe" (y-panéma). A ideia original é que o arraial dedicado a Nossa Senhora da Conceição ficava na região de Ipanema.

## História
O atual município foi originado de um povoado que se formou volta de 1850. Nessa ocasião, Francisco Inácio Fernandes Leão construiu uma capela em honra a Nossa Senhora da Conceição e, ao redor, algumas casas. Aquele povoamento prosperou nas décadas seguintes e com a lei estadual nº 336, de 27 de dezembro de 1948, foi criado o distrito subordinado ao município de Ipanema, denominado Conceição de Ipanema. Sua emancipação ocorreu pela lei estadual nº 1.039, de 12 de dezembro de 1953, instalando-se em 1º de janeiro de 1954.

## Geografia
De acordo com a divisão regional vigente desde 2017, instituída pelo IBGE, o município pertence às Regiões Geográficas Intermediária de Juiz de Fora e Imediata de Manhuaçu. Até então, com a vigência das divisões em microrregiões e mesorregiões, fazia parte da microrregião de Aimorés, que por sua vez estava incluída na mesorregião do Vale do Rio Doce.

### Povoados
- Conceição de Ipanema, cidade e distrito sede
- Alto São Luís.
- São Barnabé.
- São Geraldo.

## Lista de prefeitos
| Mandato                                         | Prefeito e vice-prefeito | Vereadores |
| ----------------------------------------------- | --- | --- |
| 31 de maio de 1955 a 31 de janeiro de 1959      | Antenor Heringer / José de Oliveira | 1. Aristides Ramos Balmant - Presidente da Câmara 2. Antônio Rodrigues Travassos (Tonico Travassos) - Vice-presidente 3. Cecília da Silva Matta - Secretária 4. Amaro José de Oliveira 5. Avelino Horsth 6. Joel Bonifácio Gomes 7. Dair Luiz de Souza 8. Wallfrid Saar - Funil 9. Wilson Tanos Abdalla |
| 31 de janeiro de 1959 a 31 de janeiro de 1963   | Geraldo de Barros / Obed Ribeiro | 1. Quirino Balmant - Presidente da Câmara 2. Julião de Araújo - Vice-presidente 3. Édson Evangelista de Oliveira - Secretário 4. Aquiles Rodrigues Costa 5. José Ferreira Leal (Zezinho Daniel) 6. Itamar de Oliveira 7. Wilson Ambrósio Trindade 8. Willy Arnold Kaizer - Funil 9. Daniel Xavier da Costa - Tigre |
| 31 de janeiro de 1963 a 31 de janeiro de 1967   | Obed Ribeiro / Geraldo de Barros | 1. Pastor Benjamim Cândido do Bem - Presidente da Câmara 2. José Ferreira Leal (Zezinho Daniel) - Vice-presidente - Cobrador 3. Manoel Antônio de Lima (Nenzim Lima) - Secretário - Cobrador 4. Pedro Fontoura de Moraes 5. Alaídes Alves de Castro 6. Willy Arnold Kaizer - Funil 7. Dilardo Silva 8. Alzerino Antônio da Silva 9. Lorival Soares |
| 31 de janeiro de 1967 a 31.01.1971              | Geraldo de Barros / Sebastião Luís da Matta Júnior (Tatão Matta) | 1. Obed Ribeiro - Presidente da Câmara 2. Pastor Benjamim Cândido do Bem - Vice-presidente 3. Daniel Xavier da Costa - Secretário - Tigre 4. José Ferreira Leal (Zezinho Daniel) - Cobrador 5. Francisco Cornélio da Costa (Chico Dinor) 6. Joel Nantes - Tigre 7. Esmael Rodrigues Alves 8. Alzerino Antônio da Silva - Angelim 9. Pedro Fontoura de Moraes                                                                                            |
| 31 de janeiro de 1971 a 31 de janeiro de 1973   | Obed Ribeiro / Pedro Fontoura de Moraes | 1. Lorival Soares - Presidente da Câmara 2. Altivo Saldanha Marinho - Vice-presidente 3. Sebastião Correia da Silva (Sebastião do Alzerino) - Secretário 4. Eurides José de Souza 5. Manoel Antônio de Lima (Nenzim Lima) 6. Francisco Cornélio da Costa (Chico Dinor) 7. Antônio Rodrigues Neto (Tota Rodrigues) 8. Sebastião Saturnino do Prado - São Geraldo 9. Pastor Benjamim Cândido do Bem                                                       |
| 31 de janeiro de 1973 a 31.01.1977              | Geraldo de Barros / Aristides Ramos Balmant | 1. Eurides José de Souza - Presidente da Câmara 2. Josias Carvalho de Almeida - Vice-presidente 3. Vigilato Martins da Costa - Secretário 4. José Pereira de Lacerda 5. Sebastião Saturnino do Prado - São Geraldo 6. José Olímpio Filho - Piabanha/Cobrador 7. Raimundo Nolasco da Cunha - Cobrador 8. Wallfrid Saar - Funil 9. Antônio Prata Sobrinho                                                                                                 |
| 31 de janeiro de 1977 a 31 de janeiro de 1983   | José Pereira de Lacerda / Eurides José de Souza | 1. Altivo Saldanha Marinho - Presidente da Câmara 2. Adney Paulo de Arantes - Vice-presidente 3. Vigilato Martins da Costa - Secretário 4. Sebastião Saturnino do Prado - São Geraldo 5. Joaquim de Oliveira (Joaquim Jacinto) - Angelim 6. Luiz Borel Sobrinho 7. Josias Carvalho de Almeida 8. Izolino Feitoza (Neném Flor) 9. Sebastião Rodrigues de Oliveira (Tatão Bilico) - Mexerico                                                              |
| 31 de janeiro de 1983 a 31 de janeiro de 1988   | Geraldo de Barros - 31 de janeiro de 1983 a 12 de junho de 1987 (dia de sua morte) / Altivo Saldanha Marinho Altivo Saldanha Marinho - 17 de junho de 1987 a 31 de dezembro de 1988 | 1. Gumercino Inácio de Assis - Presidente da Câmara 2. Raimundo Nolasco da Cunha - Vice-presidente 3. Sebastião Rodrigues de Oliveira (Tatão Bilico) - Secretário - Mexerico 4. Adriel Rodrigues Ferraz - Angelim 5. Joaquim de Oliveira (Joaquim Jacinto) - Angelim 6. Gedalias Luiz da Silva (Seu Gidim) - Tigre 7. Manoel Pereira da Costa (Manoel Xavier) - Tigre 8. Pedro Fontoura de Moraes 9. Izolino Feitoza (Neném Flor)                       |
| 31 de janeiro de 1989 a 31 de dezembro de 1992  | José Pereira de Lacerda (PDC) / Antônio Rodrigues Neto (Tota Rodrigues) (PFL) | 1. Célio Simão da Costa (PFL) - Presidente da Câmara 2. Gumercino Inácio de Assis (PFL) - Vice-presidente 3. Ademar Dutra (PFL) - Secretário 4. João Floriano de Assis (PFL) - São Luiz 5. Joaquim de Oliveira (PFL) (Joaquim Jacinto) 6. Adauto Alves Aleixo (PT) - São Barnabé 7. Germano Saar (Manim) (PFL) 8. Sebastião Saturnino do Prado (PMDB) - São Geraldo 9. Adney Paulo de Arantes (PFL)                                                     |
| 1 de janeiro de 1993 a 31 de dezembro de 1996   | Altivo Saldanha Marinho / Célio Simão da Costa (PFL) | 1. Germano Saar (Manim) - Presidente da Câmara (PFL) 2. Adauto Alves Aleixo - Vice-Presidente (PFL) - São Barnabé 3. Nirley Roberto de Carvalho - Secretário (PFL) 4. Joaquim Pereira Diniz (PT) (Joaquim Lauriano) - São Geraldo 5. Ademar Dutra (PFL) - São Barnabé 6. Adney Paulo de Arantes (PFL) 7. João Floriano de Assis (PFL) - São Luiz 8. Cléber Cordeiro de Miranda (PT) (Cléber Póvoas) 9. Adenir Armando (PFL) (Nilim Armando) São Geraldo |
| 1 de janeiro de 1997 a 31 de dezembro de 2000   | Gottfrid Kaizer (PT) (Frit Kaizer) / Moysés Raymundo de Lacerda (PSB) | 1. Manoel Pereira da Costa (Manoel Xavier) (PSDB) - Presidente da Câmara 2. Fábio Cornélio da Costa (PSDB) - Vice-presidente 3. José Geraldo de Oliveira (PT) - Secretário - São Luiz 4. Adauto Alves Aleixo (PSB) 5. Ademar Dutra (PFL) - São Barnabé 6. Germano Saar (PFL)( Manim ) 7. Nirley Roberto de Carvalho (PFL) - Piabanha 8. Joaquim Pereira Diniz (Joaquim Laureano) (PFL) - São Geraldo 9. João Pires (PT) (João Veim)                     |
| 1 de janeiro de 2001 a 31 de dezembro de 2004   | Altivo Saldanha Marinho / Célio Simão da Costa (PFL) | 1. Dionésio da Paz Pinheiro (PPS) - São Geraldo - Presidente da Câmara 2. Adney Paulo de Arantes (PFL) 3. Cléber Cordeiro de Miranda (Cléber Póvoas) 4. Geraldo Magela Lopes Malta (PPS) (Geraldinho) 5. Adalto Alves Aleixo (PSB) 6. Manoel Pereira da Costa (Manoel Xavier) (PT) 7. Ademar Dutra (PFL) - São Barnabé 8. Deuzedino Lopes de Faria (PSB) 9. Oscar de Paula Xavier (PPS) - Tigre                                                         |
| 1 de janeiro de 2005 a 31 de dezembro de 2008   | Gottfrid Kaizer (Frit Kaizer) (PT) / Willfried Saar (PL) | 1. Adauto Alves Aleixo (PSB) - Presidente da Câmara 2. Deuzedino Lopes de Faria (PSB) - Vice-presidente 3. Fabiane Costa Anacleto (PP) 4. Samuel Lopes de Lima (PP) 5. Dionésio da Paz Pinheiro (PP) - São Geraldo 6. Cléber Cordeiro de Miranda (Cléber Póvoas) (PT) 7. Osmar Menezes Martins (Osmarim) (PT) - São Luiz 8. Djalma Rodrigues de Souza (PT) - São Geraldo 9. Ademar Dutra (PFL) - São Barnabé                                            |
| 1 de janeiro de 2009 a 31 de dezembro de 2012   | Willfried Saar (PR) / Simone Marques da Silva (PSB) | 1. Adauto Alves Aleixo (PSB) - Presidente da Câmara 2. Manoel Pereira da Costa (Manoel Xavier) (PT) - Vice-presidente 3. João Paulo de Oliveira Schimit (PSB) 4. Vandelir Ricardo Braun (PT) - São Luiz 5. Samuel Lopes de Lima (PP) 6. Patrícia C. M. Marinho (PFL) 7. Gilmar Henrique - São Barnabé 8. Joacir de Oliveira Costa - (Cirico) (PDT) 9. Ademar Dutra - (PFL) - São Barnabé                                                                |
| 1 de fevereiro de 2013 a 31 de dezembro de 2016 | Willfried Saar (PR) / Simone Marques da Silva (PSB) | 1. Gilmar Henrique - Presidente da câmara - São Barnabé 2. Paulo Sérgio de Souza Freitas - Vice-presidente 3. Arílton J. Rodrigues (Toba) - Piabanha 4. Samuel Lopes de Lima 5. Vandelir Ricardo Braun - São Luiz 6. João da Mata Ferreira 7. Odair José A. Emídio - São Luiz 8. Hudson Luiz Alves - Angelim 9. Manoel Pereira da Costa (Manoel Xavier)                                                                                                 |